# 10253 Westerwald
10253 Westerwald eller 2116 T-2 är en asteroid i huvudbältet som upptäcktes den 29 september 1973 av den nederländsk-amerikanske astronomen Tom Gehrels och det nederländska astronomparet Ingrid van Houten-Groeneveld och Cornelis Johannes van Houten vid Palomarobservatoriet. Den är uppkallad efter högplatån Westerwald.
Asteroiden har en diameter på ungefär 2 kilometer.